# Nógrádkövesd
Nógrádkövesd è un comune dell'Ungheria di 758 abitanti (dati 2001). È situato nella contea di Nógrád.